# Hugo Benjamín Ibarra
Hugo Benjamín Ibarra (El Colorado, 1 d'abril de 1974) és un exfutbolista argentí, que ocupava la posició de defensa. És una icona del Boca Juniors, amb qui ha jugat més de 200 partits i amb qui ha guanyat una quinzena de títols.

## Trajectòria
Comença la seua carrera al Colón de Santa Fe, amb qui ascendeix a la màxima categoria argentina el 1995. El 1998 fitxa pel Boca Juniors, on milita durant tres exitoses campanyes que li obren les portes del futbol europeu.
Recala al FC Porto, però al no disposar de passaport comunitari, va ser cedit al Boca Juniors. Posteriorment, el va cedir de nou, a l'AS Monaco de la Ligue 1 (amb qui juga la final de la Champions League) i al RCD Espanyol de primera divisió.
El juliol del 2005, després de difícils negociacions donada la crisi econòmica argentina, hi retorna a les files del Boca Juniors.

## Selecció
Ibarra ha estat internacional amb l'Argentina en 11 ocasions. Ha participat en la Copa Amèrica de 1999 i de 2007.

## Palmarès

### Boca Juniors
- Apertura: 1998, 2005, 2008
- Clausura: 1999, 2006
- Copa Libertadores: 2000, 2001, 2003, 2007
- Copa Sudamericana: 2005
- Copa Intercontinental: 2000
- Recopa Sudamericana: 2008

### FC Porto
- Supercopa Portuguesa: 2002